# رومان بوركي
رومان بوركي (بالألمانية:Roman Bürki) لاعب كرة قدم سويسري الجنسية، وحارس مرمى نادي بوروسيا دورتموند بألمانيا، ولعب مع منتخب سويسرا في كأس العالم 2014 بالبرازيل .

## مسيرته الكروية
لعب رومان بوركي خلال مسيرته الاحترافية مع 6 أندية في أربعة عشر موسمًا ولم يسجل خلالها أي هدف ضمن 315 مباراة. حيث فاز في موسمين بالكأس ولم يفز بأي دوري.
خاض رومان بوركي مسيرته مع نادي يانغ بويز في موسم 2008–09 ولمدة موسمين، مشاركًا في مباراتين ولم يسجل أي هدف. ثم انتقل إلى نادي شافهاوزن في موسم 2009–10 لمدة موسم واحد، حيث شارك في 9 مباريات ولم يسجل أي هدف أيضًا. لينتقل بعدها إلى نادي غراسهوبر زيوريخ في موسم 2010–11 ليلعب معه أربعة مواسم، مشاركًا في 110 مباراة ولم يسجل أي هدف أيضًا. ثم انتقل إلى نادي فرايبورغ في موسم 2014–15 لمدة موسم واحد، مشاركًا في 34 مباراة ولم يسجل أي هدف أيضًا. هذا وانتقل لاحقًا إلى نادي بوروسيا دورتموند للفورميلا في موسم 2015–16 ليلعب معه خمسة مواسم، مشاركًا في 156 مباراة ولم يسجل أي هدف أيضًا.

## روابط خارجية
- رومان بوركي على موقع الاتحاد الأوربي (الإنجليزية)
- رومان بوركي على موقع الدوري الأمريكي (الإنجليزية)
- رومان بوركي على موقع قاعدة بيانات كرة القدم.إي يو (الإنجليزية)
- رومان بوركي على موقع بيانات كرة القدم. دي إي (الألمانية)
- رومان بوركي على موقع ليكيب (الفرنسية)
- رومان بوركي على موقع ناشيونال فوتبول تيمز (الإنجليزية)
- رومان بوركي على موقع Soccerway.com (الإنجليزية)
- رومان بوركي على موقع عالم كرة القدم.نت (الإنجليزية)
- رومان بوركي على موقع كووورة
- رومان بوركي على موقع أوليمبيديا (الإنجليزية)